# دهستان رباطات
رباطات، دهستانی از توابع بخش خرانق شهرستان اردکان در استان یزد ایران است.

## جمعیت
براساس سرشماری سال ۱۳۸۵ جمعیت آن ۲٬۳۲۹ نفر (۷۱۲ خانوار) بوده‌است.